# Sifflet à chien

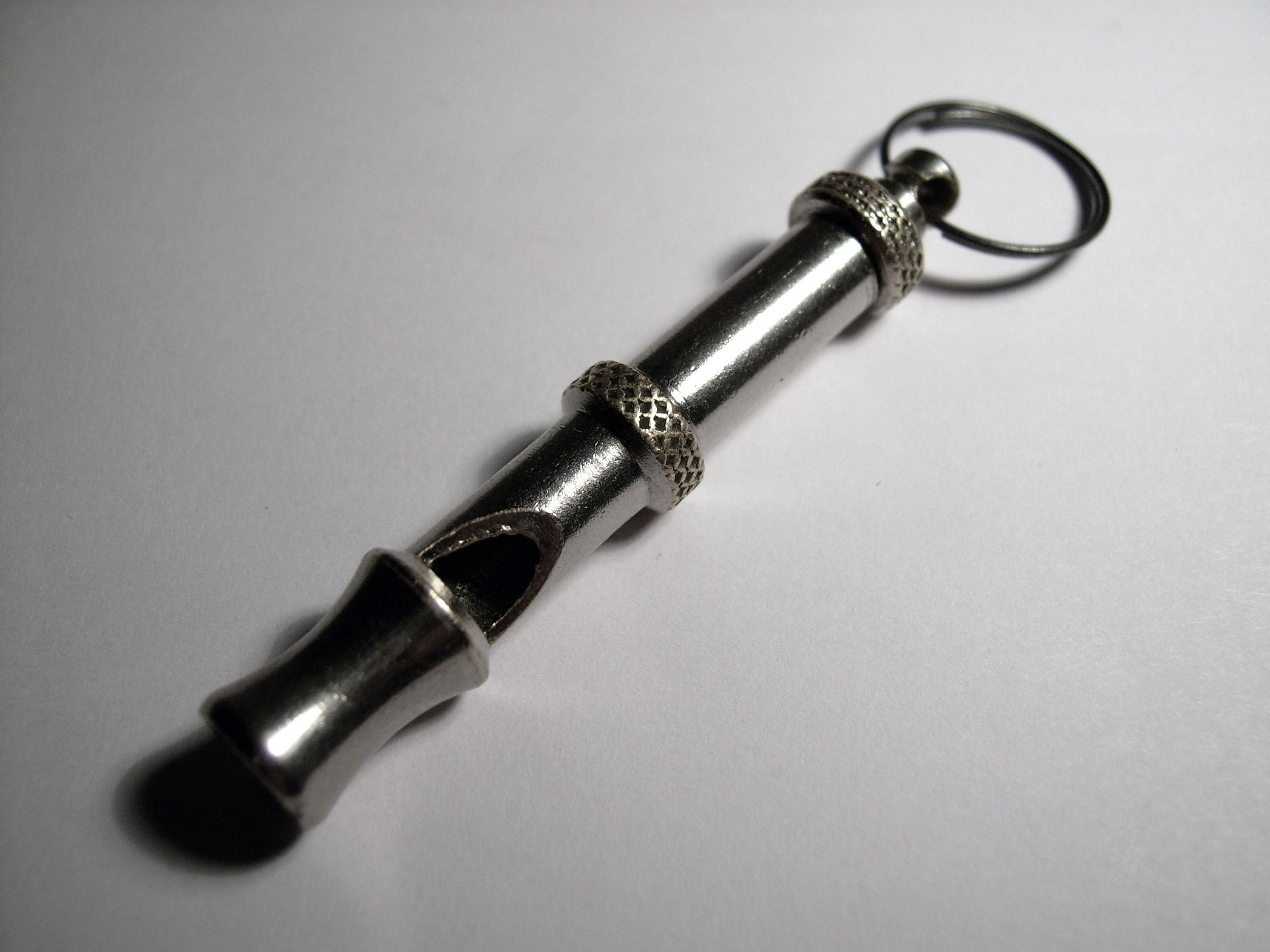
Un sifflet à chien.

Un sifflet à chien ou sifflet de Galton est un type de sifflet qui émet des sons de la classe des sons de la gamme des ultrasons. Aucun être humain ne peut les entendre mais certains animaux le peuvent, comme les chiens ou les chats, d'où leur utilisation dans le dressage. Le sifflet à chien a été inventé en 1876 par Francis Galton.
Les fréquences qui peuvent être entendues par les chiens montent jusqu'à 45 kHz, et 64 kHz pour les chats,. L'évolution a permis aux ancêtres des chiens et des chats d'entendre ces hautes fréquences afin d'entendre les sons émis par leurs proies préférées, les petits rongeurs. La fréquence entendue par la plupart des chiens est située entre 23 et 54 kHz, donc, même si leur fréquence d'écoute est située au-dessus de celle des humains, ils peuvent aussi s'ajuster à la fréquence humaine.
Pour l'oreille humaine, le sifflet pour chien émet uniquement un léger sifflement. Il ne produit aucun bruit irritant pour l'oreille humaine, ce qui permet de l'utiliser pour entraîner ou commander un animal sans déranger les gens aux alentours.